# حجم التجمع الفعال

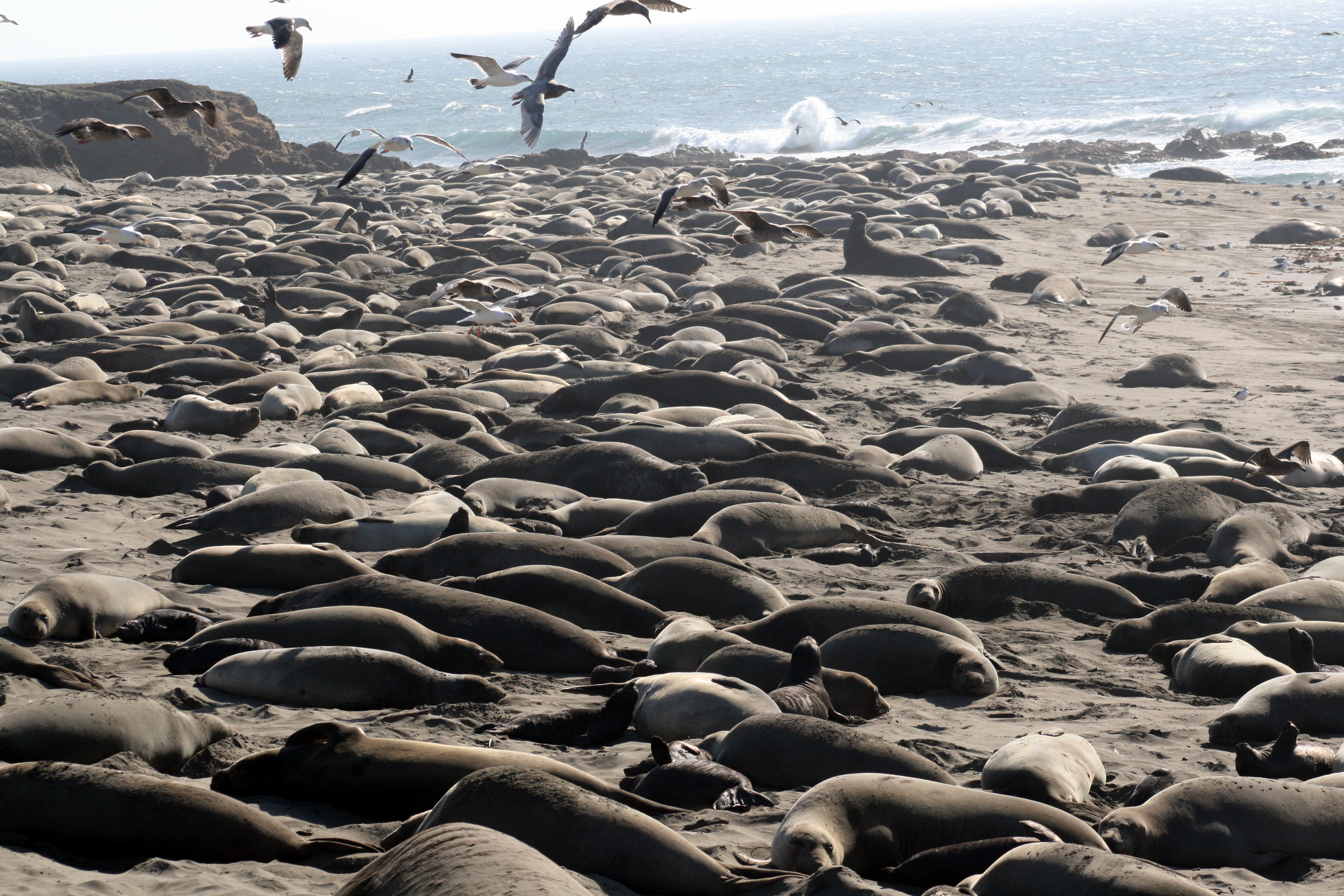

حجم التجمع الفعال هو مفهوم في علم الوراثيات السكانية أتى به اختصاصي علم الوراثة سيوال رايت، وعرفه على أنه: «عدد الأفراد المنجبين في تجمع مثالي يُظهر نفس التوزيع لتواترات الألائل في كل مرة يخضع فيها لانحراف جيني عشوائي أو يظهر نفس درجة التوالد الداخلي التي يُظهرها حجم التجمع الكامل».

## تجمع مثالي
التجمع المثالي هو تجمع تتوفر فيه الميزات التالية (ومعظم الانحرافات عنها تؤدي لتقليل الحجم الفعال للتجمع):
- عدد الذكور فيه مساو لعدد الإناث، وجميعهم قادرون على التكاثر
- كل أفراد هذا التجمع لديهم فرص متساوية لإنجاب ذرية، وعدد الذرية التي ينجبها كل فرد لا يختلف عن العدد المتوقع أن يأتي بالصدفة.
- التزاوج عشوائي
- عدد الأفراد المنجبين ثابت ولا يتغير من جيل لآخر.